# Red wave
Red wave: 4 Underground bands from the USSR var ett samlingsalbum som släpptes i USA 1986. Artisterna som medverkade var alla från Leningrad: Aquarium, Kino, Alisa, Strannye Igry. Det var den första skivan med rysk rockmusik som släpptes i USA.
Skivans namn har skänkt en benämning på öststatswave i allmänhet, oavsett nationalitet.